# 南木曽町

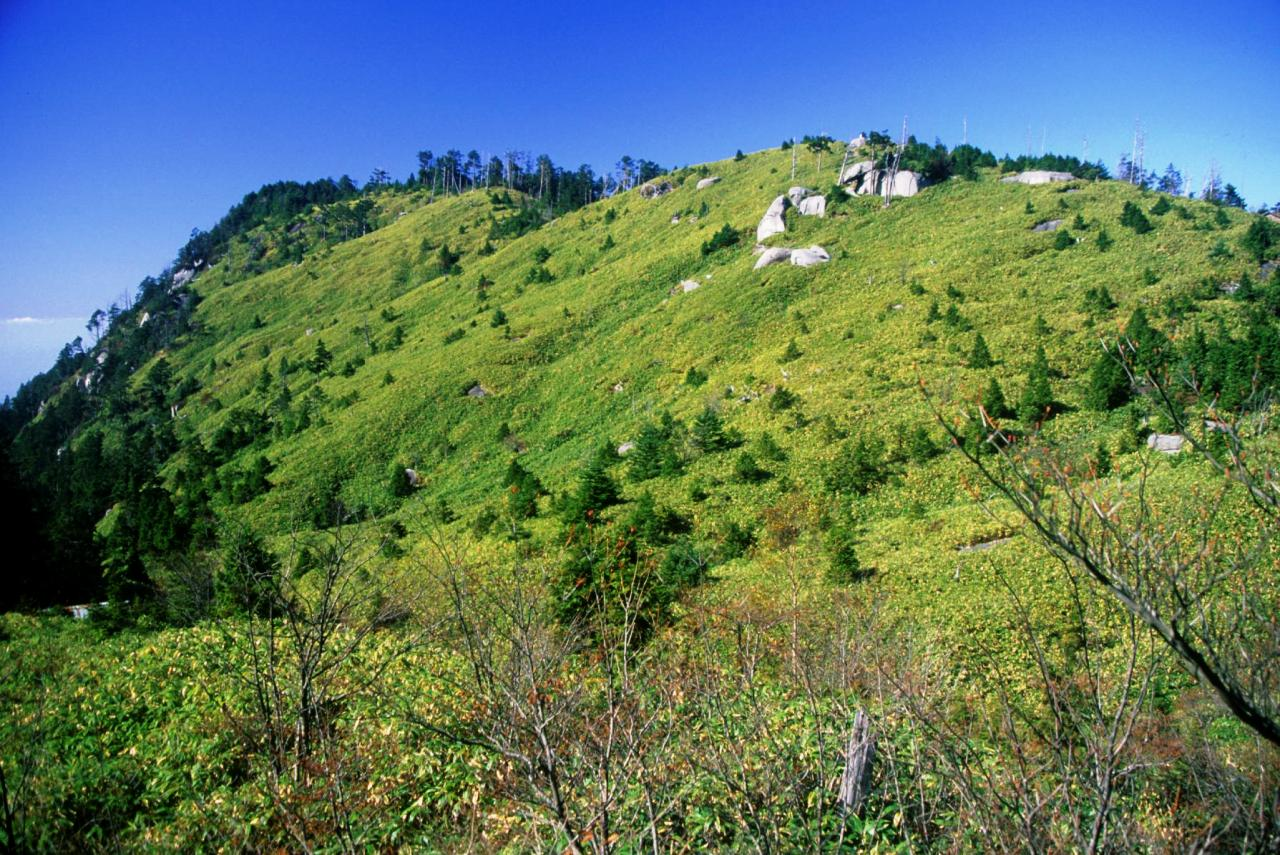
日本三百名山の一つである木曽山脈の南木曽岳

南木曽町（なぎそまち）は、長野県の南西部に位置する町。
妻籠宿及び三留野宿が、中山道の宿場町として発展した。また、面積の約94%を森林が占めており、南木曽ろくろ、ひのき笠といった木材を使用した産業が有名である。
観光地では妻籠地区の妻籠宿や馬籠峠、田立地区の田立の滝、読書地区のかぶと観音が有名である。
「日本で最も美しい村連合」の一つ。

## 地理
南木曽町は、木曽谷の南端に位置し、町の中央部を木曽川が流れている。支流には、岩倉川、与川、蘭川、坪川、男埵川がある。木曽川とその支流が形成した狭い段丘上に集落と農用地が点在している。町の面積の約9割が森林で、そのうち約70%が国有林である。
町の東部には、南木曽岳（1,679 m）や高曽根山（1,118 m）が、西部には、摺鉢山（796 m）や伊勢山（1,373 m）がそびえる。北西部には、柿其渓谷や田立の滝などがある。

### 隣接する自治体
- 長野県
  - 飯田市
  - 木曽郡：大桑村
  - 下伊那郡：阿智村
- 岐阜県
  - 中津川市

## 気候
寒暖の差が大きく気温の年較差、日較差が大きい顕著な大陸性気候である。
| 南木曽（1991年 - 2020年）の気候    | 南木曽（1991年 - 2020年）の気候 | 南木曽（1991年 - 2020年）の気候 | 南木曽（1991年 - 2020年）の気候 | 南木曽（1991年 - 2020年）の気候 | 南木曽（1991年 - 2020年）の気候 | 南木曽（1991年 - 2020年）の気候 | 南木曽（1991年 - 2020年）の気候 | 南木曽（1991年 - 2020年）の気候 | 南木曽（1991年 - 2020年）の気候 | 南木曽（1991年 - 2020年）の気候 | 南木曽（1991年 - 2020年）の気候 | 南木曽（1991年 - 2020年）の気候 | 南木曽（1991年 - 2020年）の気候 |
| 月                                 | 1月                             | 2月                             | 3月                             | 4月                             | 5月                             | 6月                             | 7月                             | 8月                             | 9月                             | 10月                            | 11月                            | 12月                            | 年                              |
| ---------------------------------- | ------------------------------- | ------------------------------- | ------------------------------- | ------------------------------- | ------------------------------- | ------------------------------- | ------------------------------- | ------------------------------- | ------------------------------- | ------------------------------- | ------------------------------- | ------------------------------- | ------------------------------- |
| 最高気温記録 °C （°F）             | 14.4 (57.9)                     | 18.6 (65.5)                     | 23.5 (74.3)                     | 28.4 (83.1)                     | 30.8 (87.4)                     | 34.5 (94.1)                     | 35.6 (96.1)                     | 35.7 (96.3)                     | 34.0 (93.2)                     | 29.5 (85.1)                     | 23.3 (73.9)                     | 20.8 (69.4)                     | 35.7 (96.3)                     |
| 平均最高気温 °C （°F）             | 4.6 (40.3)                      | 6.4 (43.5)                      | 11.3 (52.3)                     | 17.3 (63.1)                     | 22.1 (71.8)                     | 24.9 (76.8)                     | 28.3 (82.9)                     | 30.0 (86)                       | 25.9 (78.6)                     | 20.0 (68)                       | 13.7 (56.7)                     | 7.2 (45)                        | 17.7 (63.9)                     |
| 日平均気温 °C （°F）               | −0.6 (30.9)                     | 0.4 (32.7)                      | 4.6 (40.3)                      | 10.2 (50.4)                     | 15.2 (59.4)                     | 19.0 (66.2)                     | 22.6 (72.7)                     | 23.5 (74.3)                     | 19.8 (67.6)                     | 13.7 (56.7)                     | 7.5 (45.5)                      | 1.9 (35.4)                      | 11.5 (52.7)                     |
| 平均最低気温 °C （°F）             | −4.5 (23.9)                     | −4.3 (24.3)                     | −0.7 (30.7)                     | 4.2 (39.6)                      | 9.5 (49.1)                      | 14.6 (58.3)                     | 18.7 (65.7)                     | 19.5 (67.1)                     | 15.8 (60.4)                     | 9.5 (49.1)                      | 3.2 (37.8)                      | −1.8 (28.8)                     | 7.0 (44.6)                      |
| 最低気温記録 °C （°F）             | −14.0 (6.8)                     | −15.3 (4.5)                     | −11.5 (11.3)                    | −5.0 (23)                       | −0.3 (31.5)                     | 5.9 (42.6)                      | 11.8 (53.2)                     | 12.3 (54.1)                     | 5.3 (41.5)                      | −1.2 (29.8)                     | −4.2 (24.4)                     | −10.6 (12.9)                    | −15.3 (4.5)                     |
| 降水量 mm （inch）                 | 107.5 (4.232)                   | 113.8 (4.48)                    | 182.1 (7.169)                   | 181.0 (7.126)                   | 203.3 (8.004)                   | 298.9 (11.768)                  | 365.8 (14.402)                  | 245.9 (9.681)                   | 264.1 (10.398)                  | 186.2 (7.331)                   | 129.2 (5.087)                   | 111.6 (4.394)                   | 2,381.2 (93.748)                |
| 平均降水日数 （≥1.0 mm）           | 11.9                            | 9.8                             | 12.2                            | 11.8                            | 12.1                            | 15.5                            | 16.6                            | 13.7                            | 13.1                            | 11.1                            | 9.6                             | 12.0                            | 148.9                           |
| 平均月間日照時間                   | 130.6                           | 142.4                           | 168.8                           | 182.9                           | 193.2                           | 148.1                           | 152.8                           | 179.9                           | 146.8                           | 154.8                           | 138.9                           | 130.1                           | 1,872.7                         |
| 出典1：Japan Meteorological Agency |                                 |                                 |                                 |                                 |                                 |                                 |                                 |                                 |                                 |                                 |                                 |                                 |                                 |
| 出典2：気象庁                      |                                 |                                 |                                 |                                 |                                 |                                 |                                 |                                 |                                 |                                 |                                 |                                 |                                 |

## 歴史

### 年表
- 1961年（昭和36年）1月1日 - 西筑摩郡読書村、吾妻村及び田立村が合併して、南木曽町が発足する。
- 1968年（昭和43年）5月1日 - 西筑摩郡が名称を変更して、木曽郡となる。
- 1968年（昭和43年）5月1日 - 読書中学校・妻籠中学校・蘭中学校・田立中学校が統合し、「南木曽中学校」が開校。
- 1969年（昭和44年）4月1日 - 「南木曽中学校」が実質統合となる。
- 1997年（平成9年）4月1日 - 妻籠小学校が読書小学校と統合する。
- 2003年（平成15年）6月24日 - 南木曽町の北に隣接する大桑村と任意協議会「木曽南部任意合併協議会」を設置する。
- 2004年（平成16年）9月12日 - 南木曽町及び大桑村の合併の是非を問う住民アンケートを行うも、両町村ともに反対多数で合併を断念。大桑村、南木曽町両町村は単独自治継続。
- 2007年（平成19年）4月1日 - 読書小学校・田立小学校・蘭小学校が統合し「南木曽小学校」が開校。
- 2010年（平成22年）6月13日 - 町制50周年を記念し、南木曽町社会体育館で「NHK　のど自慢」を開催。

### 変遷表
| 明治元年               | 明治7年 9月7日 - 11月7日                  | 明治9年 8月21日            | 明治12年 1月4日 郡区町村 編成法施行 | 明治14年 2月24日                             | 明治22年 4月1日 町村制施行 | 明治22年 - 昭和19年    | 昭和33年 10月14日 - 10月15日 | 昭和36年 1月1日                          | 昭和43年 5月1日        | 平成17年 2月13日       | 現在                   |
| ---------------------- | ----------------------------------------- | -------------------------- | ----------------------------------- | -------------------------------------------- | -------------------------- | ---------------------- | ---------------------------- | ---------------------------------------- | ---------------------- | ---------------------- | ---------------------- |
| 信濃国 筑摩郡 三留野村 | 明治7年 9月7日 筑摩県 筑摩郡 讀書村       | 長野県 筑摩郡 讀書村       | 長野県 西筑摩郡 讀書村              | 長野県 西筑摩郡 讀書村                       | 長野県 西筑摩郡 讀書村     | 長野県 西筑摩郡 讀書村 | 長野県 西筑摩郡 読書村       | 昭和36年 1月1日 長野県 西筑摩郡 南木曽町 | 長野県 木曽郡 南木曽町 | 長野県 木曽郡 南木曽町 | 木長野県 曽郡 南木曽町 |
| 信濃国 筑摩郡 柿其村   | 明治7年 9月7日 筑摩県 筑摩郡 讀書村       | 長野県 筑摩郡 讀書村       | 長野県 西筑摩郡 讀書村              | 長野県 西筑摩郡 讀書村                       | 長野県 西筑摩郡 讀書村     | 長野県 西筑摩郡 讀書村 | 長野県 西筑摩郡 読書村       | 昭和36年 1月1日 長野県 西筑摩郡 南木曽町 | 長野県 木曽郡 南木曽町 | 長野県 木曽郡 南木曽町 | 木長野県 曽郡 南木曽町 |
| 信濃国 筑摩郡 与川村   | 明治7年 9月7日 筑摩県 筑摩郡 讀書村       | 長野県 筑摩郡 讀書村       | 長野県 西筑摩郡 讀書村              | 長野県 西筑摩郡 讀書村                       | 長野県 西筑摩郡 讀書村     | 長野県 西筑摩郡 讀書村 | 長野県 西筑摩郡 読書村       | 昭和36年 1月1日 長野県 西筑摩郡 南木曽町 | 長野県 木曽郡 南木曽町 | 長野県 木曽郡 南木曽町 | 木長野県 曽郡 南木曽町 |
| 信濃国 筑摩郡 妻籠村   | 明治7年 11月7日 筑摩県 筑摩郡 吾妻村      | 長野県 筑摩郡 吾妻村       | 長野県 西筑摩郡 吾妻村              | 長野県 西筑摩郡 吾妻村                       | 長野県 西筑摩郡 吾妻村     | 長野県 西筑摩郡 吾妻村 | 長野県 西筑摩郡 吾妻村       | 昭和36年 1月1日 長野県 西筑摩郡 南木曽町 | 長野県 木曽郡 南木曽町 | 長野県 木曽郡 南木曽町 | 木長野県 曽郡 南木曽町 |
| 信濃国 筑摩郡 蘭村     | 明治7年 11月7日 筑摩県 筑摩郡 吾妻村      | 長野県 筑摩郡 吾妻村       | 長野県 西筑摩郡 吾妻村              | 長野県 西筑摩郡 吾妻村                       | 長野県 西筑摩郡 吾妻村     | 長野県 西筑摩郡 吾妻村 | 長野県 西筑摩郡 吾妻村       | 昭和36年 1月1日 長野県 西筑摩郡 南木曽町 | 長野県 木曽郡 南木曽町 | 長野県 木曽郡 南木曽町 | 木長野県 曽郡 南木曽町 |
| 信濃国 筑摩郡 田立村   | 明治7年 9月7日 筑摩県 筑摩郡 山田村の一部 | 長野県 筑摩郡 山田村の一部 | 長野県 西筑摩郡 山田村の一部        | 明治14年 2月24日 分立 長野県 西筑摩郡 田立村 | 長野県 西筑摩郡 田立村     | 長野県 西筑摩郡 田立村 | 長野県 西筑摩郡 田立村       | 昭和36年 1月1日 長野県 西筑摩郡 南木曽町 | 長野県 木曽郡 南木曽町 | 長野県 木曽郡 南木曽町 | 木長野県 曽郡 南木曽町 |

### 土砂災害の歴史

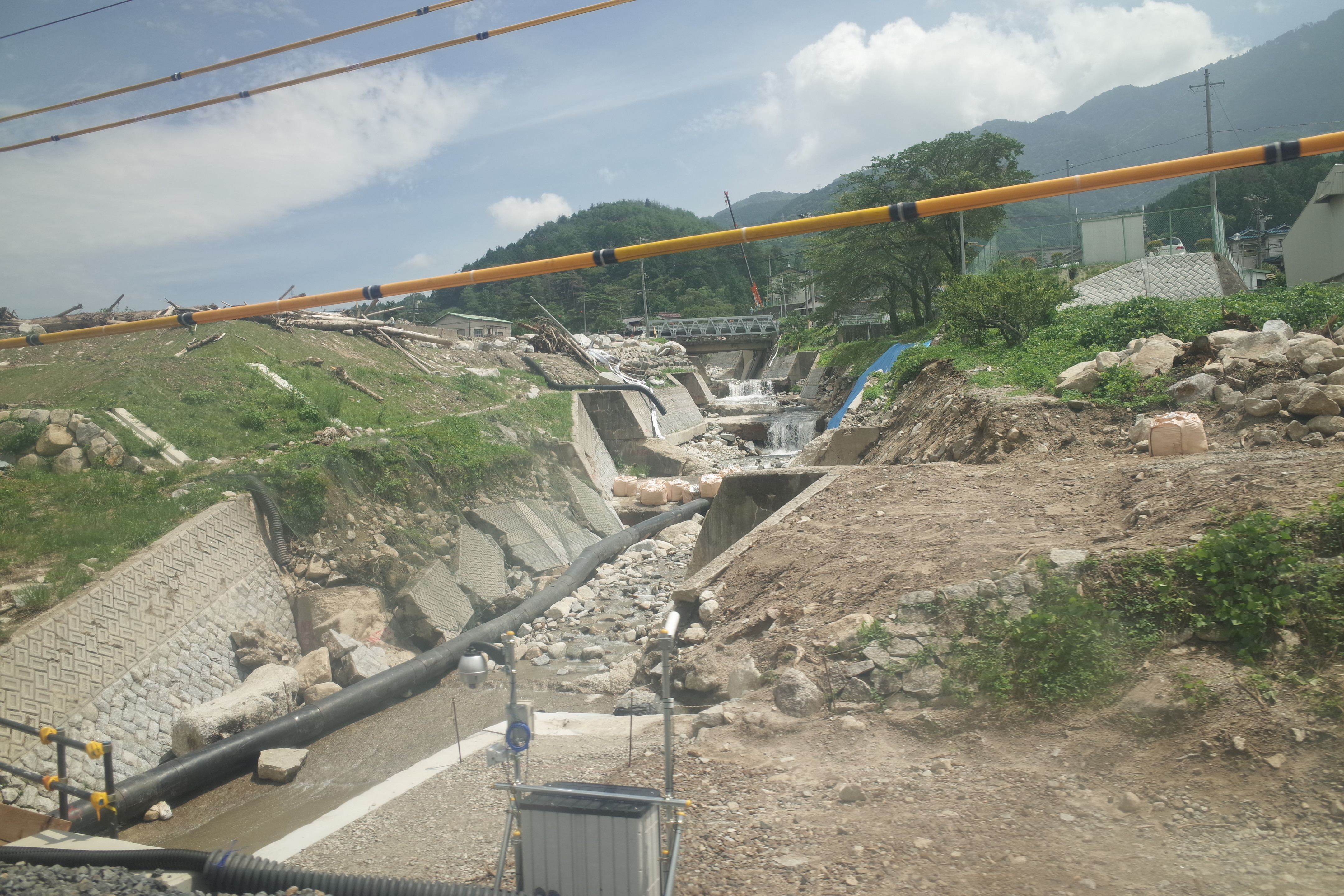
2014年に梨子沢において発生した土石流災害による被害状況

当町では古くから土砂災害が多く発生している。大きな石や木の切り株、根付きの木までもが混じった土石流が特徴で、地元ではこれを「蛇抜け（じゃぬけ）」と呼んでいる。町発行の地誌『南木曽町誌』では、蛇抜けを天災・人災両面から語っており、急峻な地形や軟弱な地質、集中豪雨、森林破壊、治山事業の不行き届きなどを発生原因に挙げている。前兆としては「白い雨が降る」「谷の水が急に止まる」「きな臭いにおいがする」というものがあり、尾根の先や谷の出口、お宮の前は危険だから家を建てないようにとの教えも伝わる。
災害にまつわる伝承は後述。
- 2014年（平成26年）7月 - 平成26年台風第8号の集中豪雨により土砂災害が発生。災害救助法の適用を受ける[7]。

## 人口
| |                                          |  |
| 南木曽町と全国の年齢別人口分布（2005年） | 南木曽町の年齢・男女別人口分布（2005年） |  |
| ■紫色 ― 南木曽町 ■緑色 ― 日本全国 | ■青色 ― 男性 ■赤色 ― 女性                |  |
| 南木曽町（に相当する地域）の人口の推移 \| 1970年（昭和45年） \| 8,020人 \| \| \| 1975年（昭和50年） \| 7,011人 \| \| \| 1980年（昭和55年） \| 6,680人 \| \| \| 1985年（昭和60年） \| 6,473人 \| \| \| 1990年（平成2年） \| 6,142人 \| \| \| 1995年（平成7年） \| 6,112人 \| \| \| 2000年（平成12年） \| 5,687人 \| \| \| 2005年（平成17年） \| 5,238人 \| \| \| 2010年（平成22年） \| 4,810人 \| \| \| 2015年（平成27年） \| 4,313人 \| \| \| 2020年（令和2年） \| 3,915人 \| \| |                                          |  |
| 総務省統計局 国勢調査より |                                          |  |
| 1970年（昭和45年） | 8,020人                                  |  |
| 1975年（昭和50年） | 7,011人                                  |  |
| 1980年（昭和55年） | 6,680人                                  |  |
| 1985年（昭和60年） | 6,473人                                  |  |
| 1990年（平成2年） | 6,142人                                  |  |
| 1995年（平成7年） | 6,112人                                  |  |
| 2000年（平成12年） | 5,687人                                  |  |
| 2005年（平成17年） | 5,238人                                  |  |
| 2010年（平成22年） | 4,810人                                  |  |
| 2015年（平成27年） | 4,313人                                  |  |
| 2020年（令和2年） | 3,915人                                  |  |

## 行政

### 町長
- 宮川正光（2004年5月12日就任/2016年5月11日退任)
- 向井裕明（2016年5月12日就任、2期目）

### 町議会
- 議員定数：10人（任期：2024年4月22日まで）
- 議長：山﨑隆二

## 施設

### 広域連合
- 木曽広域連合

### 警察署
- 長野県木曽警察署
  - 南木曽町交番

### 消防署
- 木曽広域消防本部木曽消防署
  - 南木曽分署

## 経済

### 本社を置く主な企業
- 志水木材産業

### 特産

#### 工芸品
- 蘭ひのき笠
- 南木曽ろくろ細工
- 木工芸品（ひのき）
- なぎそねこ（前身ごろと袖がない掻巻（ねんねこ半天）で、綿入れを背中にしょったような形をした南木曽独特の防寒着[8]）

#### 名産品・郷土料理
- かきぞれ味噌

## 姉妹都市・提携都市

### 日本国内
提携都市
- 長久手市（愛知県）
2006年(平成18年)10月21日 交流協定締結

## 教育

### 高等学校
- 長野県蘇南高等学校
- 緑誠蘭高等学校[注釈 1]（通信制）

### 中学校
- 南木曽町立南木曽中学校

### 小学校
- 南木曽町立南木曽小学校

### 保育園
- 南木曽町立なぎそこども園(本園)
- 南木曽町立田立園(分園)
- 南木曽町立蘭園(分園)

## 交通

### 鉄道
東海旅客鉄道（JR東海）

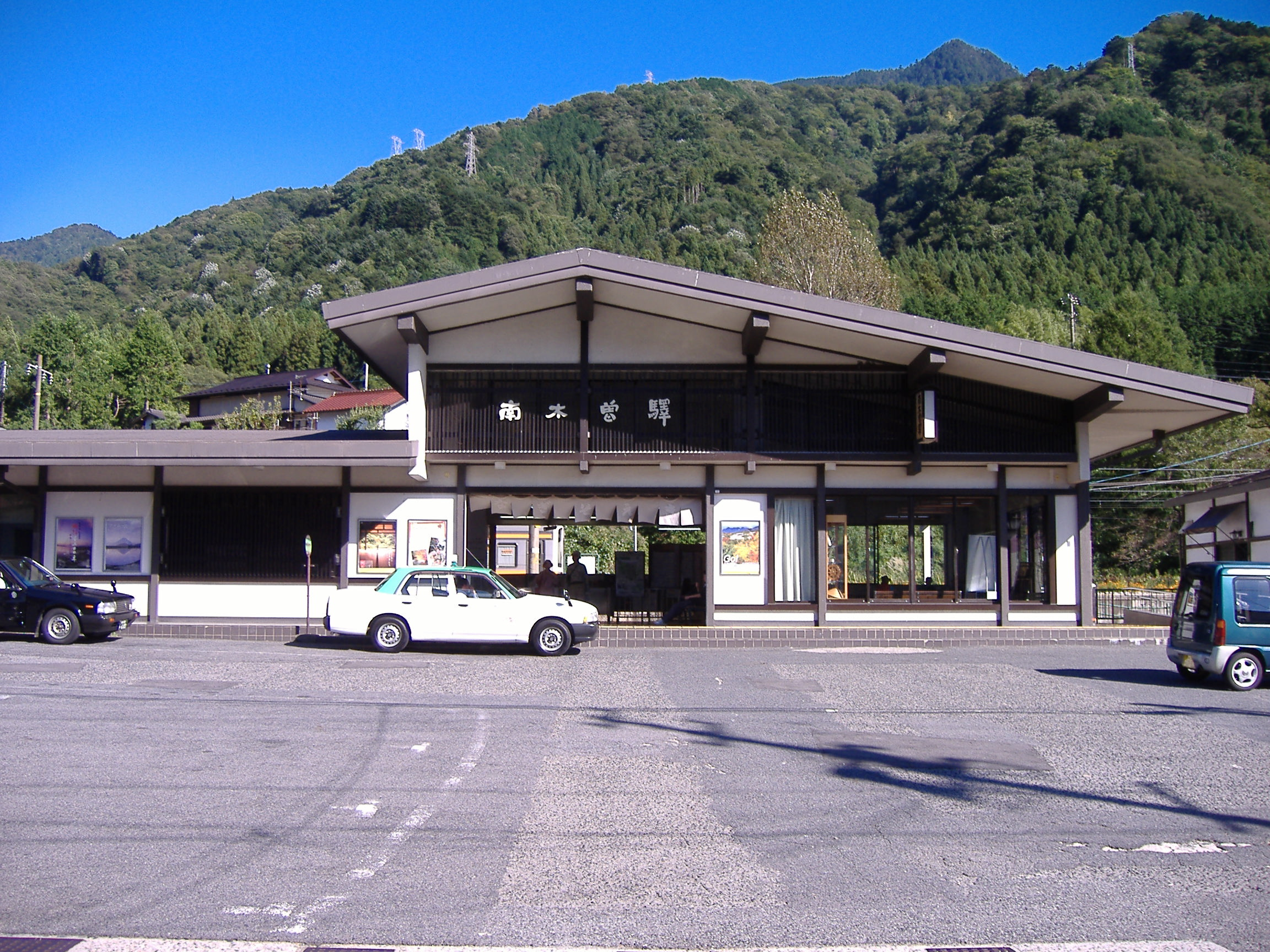
南木曽駅

■中央本線：（岐阜県中津川市）- 田立駅 - 南木曽駅 - 十二兼駅 -（大桑村）

### バス
- 南木曽町新交通システム

### 道路
- 国道19号
- 国道256号

## 通信

### 電話
市外局番
1. 吾妻・読書地区 - 0264（木曽福島MA、管轄はNTT東日本長野支店）
2. 田立地区 - 0573（中津川MA、管轄はNTT西日本岐阜支店）

## 名所・観光スポット・祭事

### 観光スポット・施設

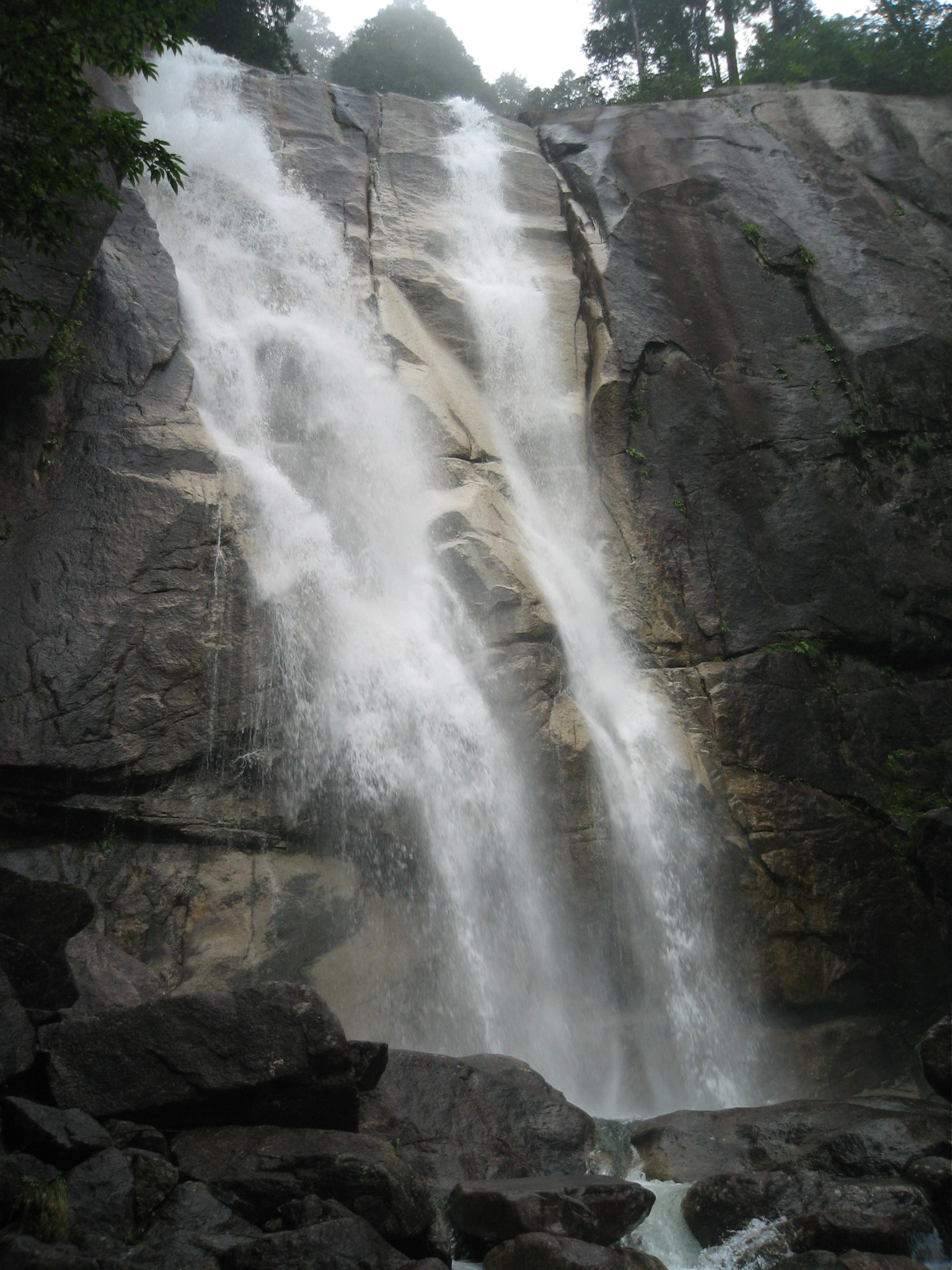
田立の滝（天河滝）

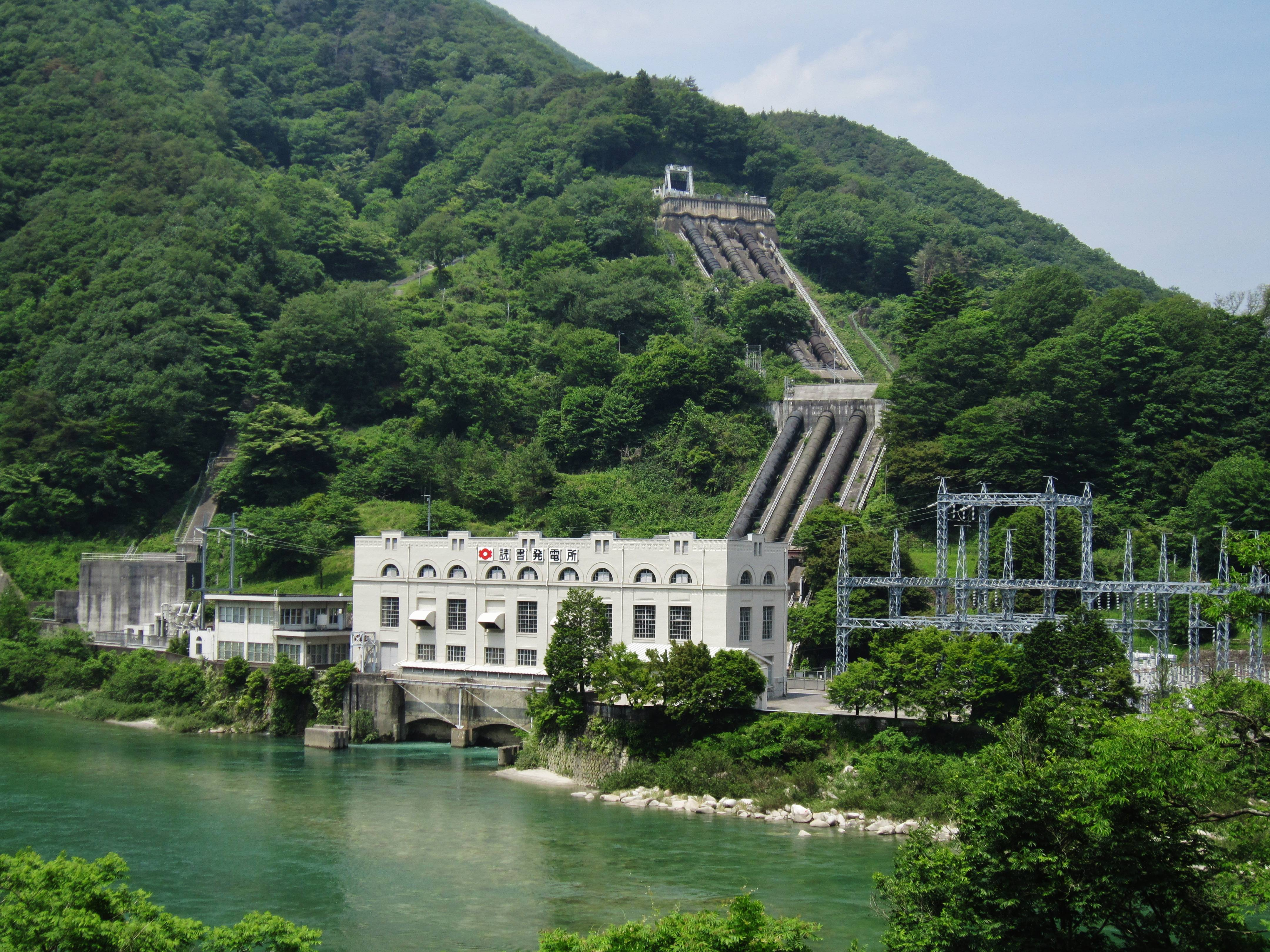
読書発電所

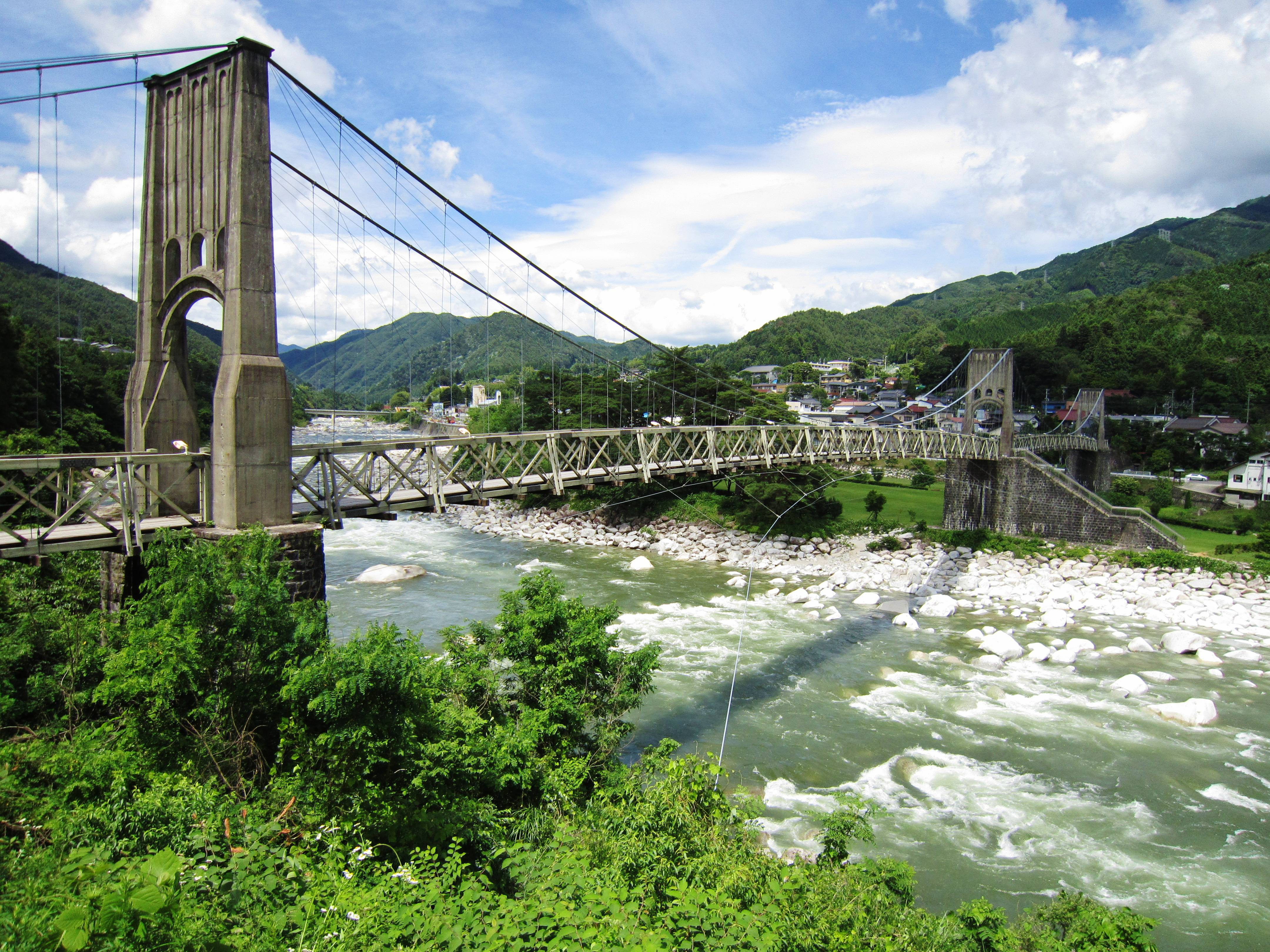
桃介橋

- 妻籠宿
- 妻籠城：県史跡
- 一石栃立場茶屋
- 一石栃白木改番所跡
- 柿其渓谷
- 木地師の里
- 関西電力読書発電所、桃介橋
- 田立の滝
- 田立の滝キャンプ場
- 南木曽山麓蘭キャンプ場
- 南木曽温泉キャンプ場
- 富貴畑高原キャンプ場

### 温泉
- 大江戸温泉物語ホテル木曽路
- 富貴の森温泉
- 柿其温泉
- 滝見温泉

### 寺院
吾妻
- 光徳寺
- 長延寺

読書
- 等覚寺

田立
- 禅東院

### 祭事
- 田立の花馬祭り(10月)
- 文化文政風俗絵巻之行列(11月)
- なぎそミツバツツジ祭り(4月)
- 渓谷まつり：柿其渓谷
- 城山の火祭り
- 工芸街道祭り
- 大鍬大明神祭
- 和智埜神社祭礼[9]

### 南木曽町を舞台とした作品
- 『眼の壁』 - 松本清張の小説。大平街道周辺が舞台となっている。

## 伝承
『信州の民話』から土砂災害にまつわる民話を紹介する。
むかし、与川の山中に多くの木こりが集められ、築城のため多くの木を切り出していた。ある夜、木こりたちが寝泊まりしていた小屋に一人の女性が訪ねてくる。戸をたたく音で目を覚ました木こりの与平（よへい）は、その女性から悪いことが起こるから、これ以上木を切らないようにと告げられる。翌朝、与平は木こりの仲間に昨夜の出来事を話し、気味悪がって当日の仕事を休むことにした。夕方、再び女性が与平のもとを訪れ、明日は大変なことが起こる、雨が降り始めたら山の高い場所へ逃げるようにと告げ、姿を消した。翌日は朝から雨が降っており、雨足も強まってきたので、与平は監視役の役人の制止を振り切り、木こり仲間と共に逃げ出した。彼らが山の頂上に着くと土砂崩れが起こり、里の家々や街道が流されてしまった。与平は木曽川へと抜けて行く大量の土砂の中に、のたうち回る大きな白い蛇の姿を見た。道が絶たれたせいで里が食糧難になったため、与平たちは馬を連れて尾張国まで食糧を調達しに出かけた。流れてきた土砂の上にさしかかると、いつかの女性が目の前に現れた。女性は人間たちが木を切り過ぎるものだから居場所がなくなる、だから大雨の度に人家を流しているのだと告げ、白い蛇に姿を変えて去って行った。与平は木こりの仕事を辞め、馬方になって暮らした。
このほか、町内にある田立の滝にも土砂災害にまつわる民話が伝えられている。むかし、滝とその周辺は人の立ち入りが禁じられていた神聖な場所であったが、当地の美林に目を付けた尾張国の大名の命令で木を切り出したところ、数日後には嵐となって村をのみ込んだという。

悲しめる乙女の像
町内に『悲しめる乙女の像』が建立されるきっかけとなったのが、1953年（昭和28年）7月20日の午前8時頃に発生した、伊勢小屋沢の蛇抜けである。連日の雨で多くの川が増水するなか、伊勢小屋沢上流の国有林地帯が崩壊して沢筋を洗い流し、多量の土砂は中学校や教員住宅にも流入し、登校途中の生徒は無事であったものの、避難途中だった中学校校長の妻と子供2人、計3人が犠牲となった。3人の犠牲を悼み、この災害を後世に伝え、このような惨事が再び起こらないよう念願して、学校の職員やPTA、教育委員会から15人が「じゃぬけの碑設立委員会」を組織し、学校関係者からの寄付金約38万円と自治体からの助成金20万円を碑の建設費用に充てた。完成した像の除幕式は、1960年（昭和35年）8月21日に執り行われた。
南木曽方式
当町は1965年（昭和40年）・1966年（昭和41年）と2年連続で土砂災害による大きな被害を受けた。1965年7月1日の午後3時に発生した7.1災害では、大沢田川を始め多くの川が氾濫し、死者はなかったものの、家屋や道路・水道などが破壊され、被害総額は3億3,400万円に上った。1966年6月24日の午後6時30分に発生した6.24災害では、前年の災害復旧工事もろとも壊滅。大きな山鳴り音を確認した消防本部がいち早く住民の避難誘導と救助活動にあたり、死者はなかったものの、被害総額は12億円7,500万円にも上った。
災害復旧・防止工事の実施方法や予算配分が所管箇所ごとにばらばらで、それによる種々の制約が事業の早期完成を阻む要因となっていたことから、長野県知事が中心となって総合的な災害対策計画を立案し、初年度に重きを置いた大幅な予算計上により緊急で工事を行い、次年度の梅雨前までに完成させるという、いわゆる「南木曽方式」と呼ばれる手法を確立させた。

## 出身著名人
- 大蔵貢 - 実業家、新東宝元社長
- 小幡義樹 - 実業家、高松空港社長、三菱地所ハウスネット元社長
- 勝野金政 - 社会主義活動家
- 北原秋一 - 経済学者
- 外波山文明 - 俳優
- 田口利八 - 実業家、西濃運輸創業者
- なかし - お笑い芸人（スペードの3）

### 縁のある人物

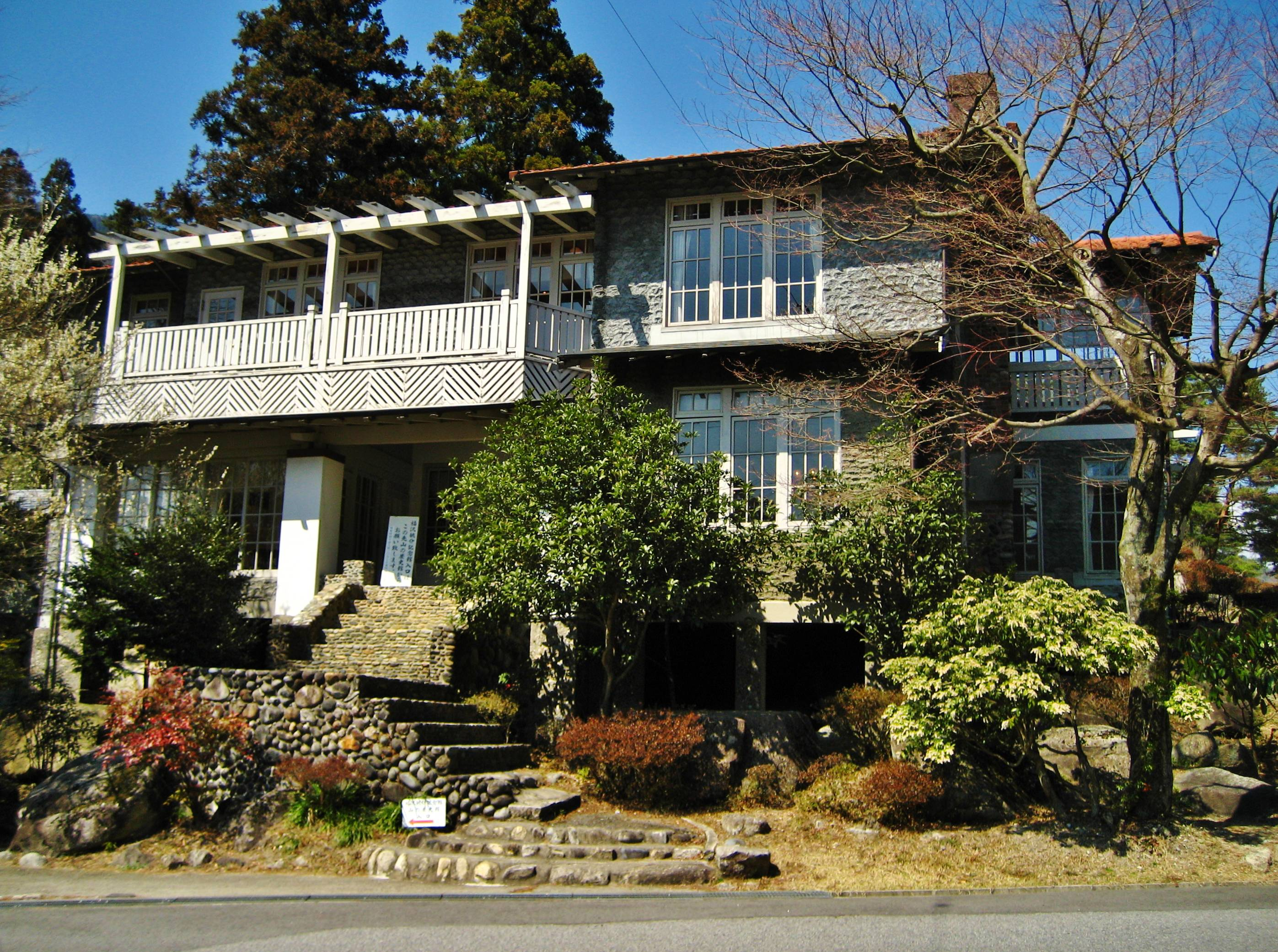
福澤桃介別荘

- 福澤桃介 - 実業家、発電所を建設